# Axinaea lawessonii
Axinaea lawessonii är en tvåhjärtbladig växtart som beskrevs av E.Cotton. Axinaea lawessonii ingår i släktet Axinaea och familjen Melastomataceae.
Artens utbredningsområde är Ecuador. Inga underarter finns listade i Catalogue of Life.